# Szlovén férfi kézilabda-bajnokság (első osztály)
Az 1. A DRL a legmagasabb osztályú szlovén férfi kézilabda-bajnokság. A bajnokságot 1992 óta rendezik meg. Jelenleg tizennégy csapat játszik a bajnokságban, a legeredményesebb klub az RK Celje, a címvédő a Slovan Ljubljana.

## Kispályás bajnokságok
| Év   | 1. hely            | 2. hely            | 3. hely            |
| ---- | ------------------ | ------------------ | ------------------ |
| 1992 | RK Celje           | Slovan Ljubljana   | Jadran Kozina      |
| 1993 | RK Celje           | Jadran Kozina      | RK Slovenj Gradec  |
| 1994 | RK Celje           | Gorenje Velenje    | Jadran Kozina      |
| 1995 | RK Celje           | Jadran Kozina      | Rudar Trbovlje     |
| 1996 | RK Celje           | Gorenje Velenje    | RK Dobova          |
| 1997 | RK Celje           | RK Slovenj Gradec  | Prule 67 Ljubljana |
| 1998 | RK Celje           | RK Slovenj Gradec  | RK Trebnje         |
| 1999 | RK Celje           | RK Slovenj Gradec  | RK Trebnje         |
| 2000 | RK Celje           | Prule 67 Ljubljana | RK Trebnje         |
| 2001 | RK Celje           | Prule 67 Ljubljana | RK Slovenj Gradec  |
| 2002 | Prule 67 Ljubljana | RK Celje           | Gorenje Velenje    |
| 2003 | RK Celje           | Prule 67 Ljubljana | Gorenje Velenje    |
| 2004 | RK Celje           | Gorenje Velenje    | RK Slovenj Gradec  |
| 2005 | RK Celje           | Gorenje Velenje    | RK Ormož           |
| 2006 | RK Celje           | Gold Club Kozina   | Gorenje Velenje    |
| 2007 | RK Celje           | Gorenje Velenje    | RK Koper           |
| 2008 | RK Celje           | RK Koper           | Gorenje Velenje    |
| 2009 | Gorenje Velenje    | RK Koper           | RK Trebnje         |
| 2010 | RK Celje           | Gorenje Velenje    | RK Koper           |
| 2011 | RK Koper           | Gorenje Velenje    | RK Celje           |
| 2012 | Gorenje Velenje    | RK Celje           | RK Koper           |
| 2013 | Gorenje Velenje    | RK Celje           | RK Koper           |
| 2014 | RK Celje           | Gorenje Velenje    | RK Maribor         |
| 2015 | RK Celje           | Gorenje Velenje    | RK Maribor         |
| 2016 | RK Celje           | Gorenje Velenje    | RD Ribnica         |
| 2017 | RK Celje           | Gorenje Velenje    | RD Ribnica         |
| 2018 | RK Celje           | RD Ribnica         | Gorenje Velenje    |
| 2019 | RK Celje           | Gorenje Velenje    | RD Ribnica         |
| 2020 | RK Celje           | RD Ribnica         | RK Trebnje         |
| 2021 | Gorenje Velenje    | RK Trebnje         | RK Celje           |
| 2022 | RK Celje           | RK Trebnje         | Gorenje Velenje    |
| 2023 | RK Celje           | Gorenje Velenje    | RK Trebnje         |
| 2024 | Gorenje Velenje    | RK Trebnje         | RK Celje           |
| 2025 | Slovan Ljubljana   | Gorenje Velenje    | RK Trebnje         |

## Lásd még
- Szlovén női kézilabda-bajnokság (első osztály)
- Jugoszláv férfi kézilabda-bajnokság (első osztály)